# Pontiac Chieftain
Pontiac Chieftain — полноразмерный автомобиль, выпускавшийся с 1949 по 1958 год подразделением Pontiac компании General Motors. 

## Первое поколение (1949—1954)
Первое поколение Pontiac Chieftain было представлено в ноябре 1948 года. Серийно автомобиль выпускался с 1949 года на платформе A-body. Кузов имеет пропорции, отличавшиеся округлыми открытыми колёсными арками, массивной хромированной радиаторной решёткой и задними колёсными арками с частичным покрытием колёс.
- 1949 Pontiac Chieftain De Luxe
- 1950 Pontiac Chieftain De Luxe Sedan Coupe
- 1950 Pontiac Chieftain
- 1951 Pontiac Chieftain De Luxe
- 1952 Pontiac Chieftain De Luxe
- 1953 Pontiac Chieftain De Luxe
- 1954 Pontiac Chieftain Special
- 1954 Pontiac Chieftain Special

## Второе поколение (1955—1957)
Второе поколение Pontiac Chieftain было представлено в ноябре 1954 года. Автомобили получили более стройный кузов с наиболее закруглёнными крыльями и увеличенной радиаторной решёткой. Задние колёсные арки получили чётко очерченные края, в то время как кузов был удлинён. В Австралии автомобиль назывался Pontiac Super Chief.
- 1955 Pontiac Chieftain
- 1956 Pontiac Chieftain
- Вид сзади
- 1957 Pontiac Chieftain
- 1957 Pontiac Chieftain

## Третье поколение (1958)
Третье поколение Pontiac Chieftain было представлено в ноябре 1957 года и выпускалось в 1958 году. Кузов претерпел обширные визуальные изменения: вместо пропорций, которые были у предыдущих поколений, автомобили имели характерный элемент, окрашенный в другой цвет, который проходит по всей длине кузова.
- 1958 Pontiac Chieftain Safari
- 1958 Pontiac Chieftain